# Vital Klabus
Vital Klabus, slovenski prevajalec, urednik in kritik, * 6. februar 1932, Škofja Loka, Slovenija, † 21. junij 2016, Ljubljana.

## Življenje in delo
Vital Klabus se je rodil 6. 2. 1932 v Škofji Loki. Na Filozofski fakulteti v Ljubljani je študiral književnost, poleg študija pa je objavljal v Tribuni, Besedi in Naših razgledih. Za Besedo je prevajal Marcela Aymeja. Bil je pripadnik kritične generacije.
Po ukinitvi Besede je bil eden od ustanoviteljev Revije 57. Tam je delal kot odgovorni urednik za publicistična dela. Pri Reviji 57 si je prizadeval za kakovost, resnost, poštenost, ostrino in jasnost stališč. Po ukinitvi revije je preživel 10 dni v zaporu.
Kot delavec v uredniškem odboru je nadaljeval delo pri Perspektivah. Kasneje, leta 1962, se je zaposlil kot urednik pri Državni založbi Slovenije.
V sedemdesetih letih dvajsetega stoletja je ponovno začel pisati kritike in jih, skupaj z razmišljanji o slovenskem jeziku, književnosti in prevajanju ter založništvu, objavljal v Novi reviji, Sodobnosti, Književnih listih Dela in v reviji 2000. V svoji karieri je bil tudi predsednik Društva književnih prevajalcev Slovenije (1969–1973).
Znan je po svojem obsežnem prevajalskem opusu, ki šteje več kot 90 naslovov knjižnih del. Največ je prevajal iz francoščine. V zbirko Nobelovci je prevedel Anatola Francea (Pingvinski otok), Sartra (V zrelih letih) in Andreja Gida, prevajal pa je tudi Balzaca, Michela Butorja, Simenona, Marguerite Duras in še veliko drugih. Prevajal je tudi iz nemščine, kjer je poslovenil kar nekaj del Maxa Frischa, Hesseja (Demian) in pa Kästnerjeve pripovedi. Nekaj del je prevedel tudi iz angleškega jezika.
V Klabusovem prevajalskem opusu lahko najdemo kar nekaj prevodov strokovnih del, še posebej zgodovinskih in s področja literarne vede. Prevedel je knjigi o Mariji Tereziji in Jožefu II. ter bil eden od prevajalcev pri prevajanju Unescove Zgodovine človeštva in Zgodovine v slikah.
V svojem prevajalskem obdobju je dvakrat prejel Sovretovo nagrado. Prvič leta 1970 za prevod Troyatove biografije o Puškinu, drugič pa leta 1995 za prevod romanov Pomočnik pisatelja Roberta Walserja in Voss avstralskega pisatelja Patricka Whita.